# Patricio Martínez Chávez
Patricio Andrés Martínez Chávez (Viña del Mar, 18 de marzo de 1979) es un jugador de balonmano chileno. Con la selección adulta masculina de su país logró la primera clasificación a un mundial.

## Trayectoria
Es el primer jugador Chileno que salió a jugar en ligas Europeas en el año 1999, Durante su carrera deportiva profesional, Patricio ha vestido camisetas de clubes de Europa como Club Balonmano Huesca, Club Balonmano Cangas, Spigo Westwien de Viena, Austria donde fue premiado como el Mejor Jugador Extranjero y el Mejor Extremo Derecho de la liga Austriaca (HLA) y Terminó su carrera profesional en el CS Minaur de Baia Mare Rumania donde en el 2015 consiguió sus primeros 2 títulos: Campeón de la liga Rumana y Campeón de la Copa de Rumania, así el Minaur se hacía con el título después de 16 años de sequía.
Con la selección nacional de su país ha logrado la primera clasificación para un mundial adulto en el Campeonato Mundial de Balonmano Masculino de 2011, Suecia, donde convirtió un primer gol histórico contra Suecia, la medalla de bronce en los Juegos Panamericanos de 2011, en Guadalajara y el tercer lugar en los Panamericanos de Chile 2010. En Chile fue reconocido junto con la selección con el Premio al Mérito Deportivo 2011, entregado por el Círculo de Periodistas Deportivos. Obtuvo el premio al mejor extremo derecho del continente en el Panamericano 2010 de Chile, donde fue parte del Equipo Pan Ideal.

## Trayectoria deportiva

### Clubes anteriores
- FC. Barcelona (junior)
- Adrianence (Filial FC.Barcelona)
- Club Balonmano Huesca
- Balonman Riveira ( 1.ª Estatal)
- Summa Hoteles de Málaga (División “honor B.”)
- Club Balonmano Cangas (ASOBAL)
- O.A.R. City of La Coruna (Dvision de Honor “B”)
- Club Balonmano Pedro Alonso Niño
- Forcusa Huesca (División de Honor “B”)
- Spigo Westwien (HLA Austria)
- CS Minaur Baia Mare (Rumania)

### Logros con la Selección Nacional de Balonmano
Juegos internacionales con la selección adulta: 145
- 2.º Lugar Sudamericano Cadete 1995
- 3.er Lugar Sudamericano Junior, Cascavel 2000
- 5.º Lugar Panamericano Adulto, Buenos Aires 2001
- 4.º Lugar Juegos Odesur, Sao Bernardo do Campo 2002
- 4.º Lugar Juegos Panamericanos, Santo Domingo 2003
- 4.º Lugar Panamericano de Balonmano Adulto Santiago 2004
- 4.º Lugar Panamericano Adulto, Aracajú 2006
- 3r Lugar Juegos Suramericanos de 2006, Buenos Aires
- 5.º Lugar Juegos Panamericanos de 2007, Río de Janeiro
- 4.º Lugar Panamericano Adulto, Sao Carlos 2008
- 3.º Lugar Panamericano Adulto, Santiago 2010
- 22.º Lugar Campeonato Mundial de Balonmano Masculino de 2011, Suecia
- 3r Lugar Juegos Panamericanos Guadalajara 2011
- 3r Lugar Campeonato Panamericano de Balonmano Masculino de 2012

### Reconocimientos
- Mejor Extremo Derecho Sudamericano Junior, Cascavel 2000
- Condor al Mejor Jugador de Balonmano Chileno Círculo de Periodistas Deportivos de Chile 2007
- Mejor Extremo Derecho Austrian League 2009-2010
- Mejor Jugador Extranjero Austrian League 2009- 2010
- Mejor Extremo Derecha Torneo Pan-Americano de Balonmano,Santiago 2011